# Brezno
Brezno (1927 bis 1948 slowakisch „Brezno nad Hronom“; deutsch Bries oder Briesen, ungarisch Breznóbánya) ist eine Stadt in der Slowakei am Rande der Niederen Tatra, im Breznianska kotlina (dt. Brieser Talkessel) am Fluss Hron (dt. Gran).
Die Stadt ist ein wirtschaftliches, administratives und kulturelles Zentrum des entsprechenden Bezirks.

## Geschichte

### Frühgeschichte und Mittelalter

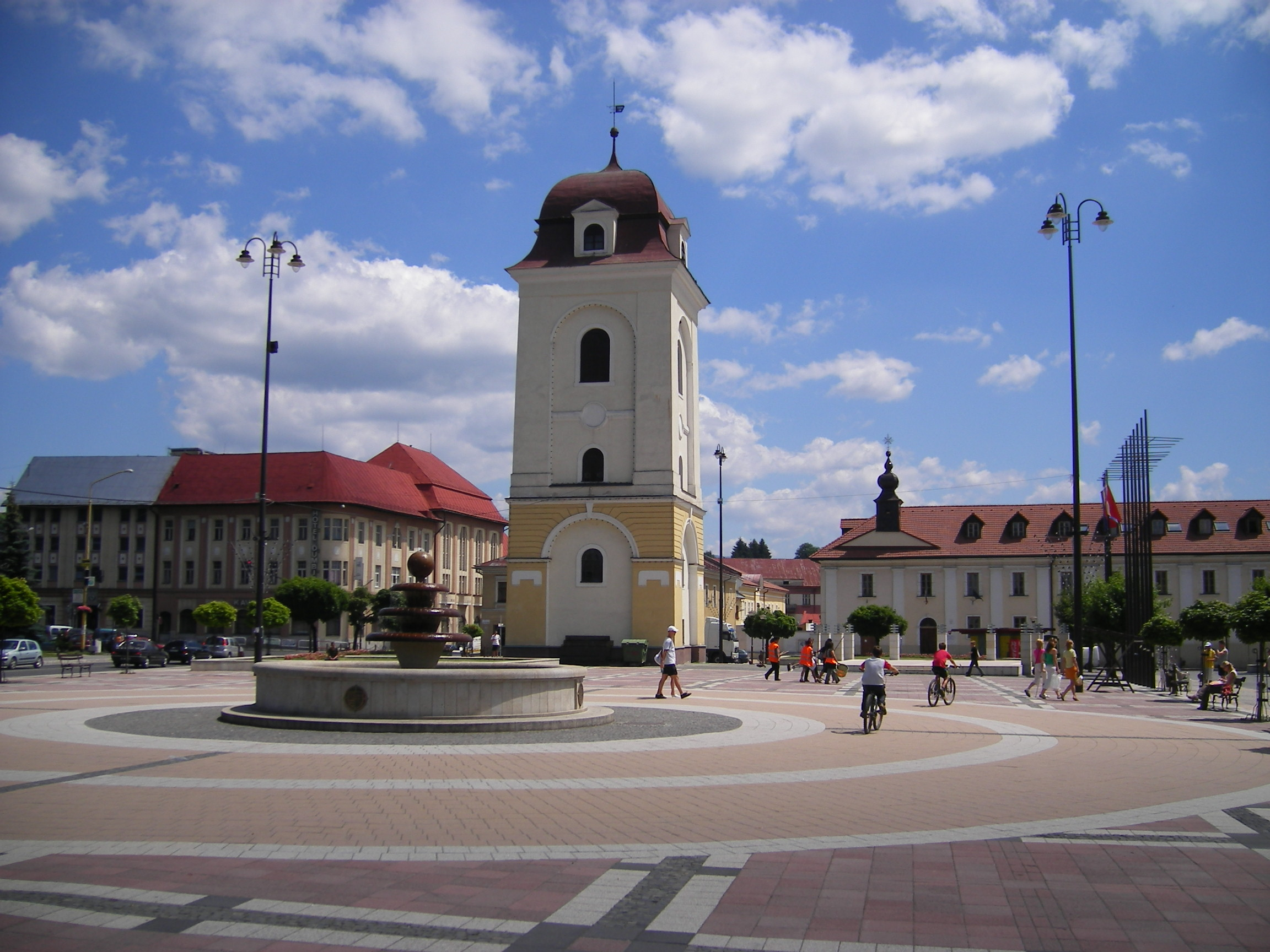
Blick auf den Marktplatz

Das Gebiet der Stadt ist ein alter Siedlungsplatz; es gibt hier unter anderem Funde aus der Jungsteinzeit und der Bronzezeit. Obwohl aus dem heutigen Stadtgebiet keine alten slawischen Funde vorliegen, gab es eine solche Siedlung in seiner Nähe.
Im 12. Jahrhundert stieg die Nachfrage nach Edelmetallen und die Herrscher sahen im Bergbau eine neue Einkommensquelle. Sie luden reiche deutsche Bergbauunternehmer und deutsche Bergleute u. a. aus Sachsen und Tirol in die gebirgigen Gebiete des Königreichs Ungarn ein und lösten damit auch die Entwicklung der Städte im Gebiet des oberen Hron (Gran) aus. Die deutschen Bergleute gründeten ihre Siedlungen an der Gran. So entstanden zum Beispiel die Städte Banská Bystrica (deutsch Neusohl), Ľubietová (deutsch Libethen) und auch Bries/Brezno. Der Mongolensturm von 1241/42 entvölkerte die Gegend weitgehend, sodass neue deutsche Bergleute und Siedler ins Land gerufen wurden. Bis weit in die Neuzeit hinein war das obere Grantal – von der Stadt Neusohl (slow. Banská Bystrica) bis zur Quelle der Gran eine deutsche Sprachinsel.
Neben der früheren (verödeten) slowakischen Siedlung gründeten deutsche Bergleute im frühen 13. Jahrhundert die Siedlung mit einem typischen viereckigen Markt, der die Grundlage für die heutige Stadt bildete. Die erste schriftliche Erwähnung der Stadt stammt erst aus dem Jahr 1265 in der Form „Berezune“ (andere Quellen sprechen von „Berchun“). Der Name ist vom slowakischen Wort „breza“ (Birke) abgeleitet, das in slowakischen Ortsnamen sehr oft vorkommt.
1380 bekam die Siedlung „Bryzna iuxta Gron“ (die heutige Stadt Brezno) vom König Ludwig I. ihre Stadtrechte. Der Bergbau hatte einen großen Einfluss auf die Entwicklung der Stadt. Brezno/Bries als eine Bergbaustadt bekam verschiedene Sonderprivilegien: das Marktrecht, Mühlen, Brauerei und eine Mautstation. In Brezno wurden Gold, Silber und Kupfer gewonnen.

### Neuzeit
Das 16. und 17. Jahrhundert brachten wesentliche Änderungen ins Wirtschaftsleben der Stadt. Der erhöhte Eisenverbrauch eröffnete den Einwohnern neue Möglichkeiten. Brezno wurde zu einem wichtigen Standort der Holzproduktion und Forstwirtschaft. Die neuen Arbeitsmöglichkeiten zogen neue Siedler, Holzfäller und Köhler, an. Die durch die Türkenkriege verursachten Bevölkerungsverluste wurden durch slowakische Einwanderer aus der Nachbarschaft und weitere deutsche Zuwanderer ausgeglichen. 1650 erhob König Ferdinand III. Brezno zu einer königlichen Freistadt. Eine Perspektive für die nächsten Jahrhunderte stellten die Handwerke dar. Es entstanden verschiedene Zünfte (ab 1604). Die Handwerker zogen die kleinen Wohnorte vor, weil man dort auch ein Stück Land bekommen konnte. Landwirtschaft und Handwerke waren die Hauptquellen des Lebensunterhaltes der Einwohner.
Im 18. Jahrhundert fand eine Renaissance des Bergbaus statt, die aber wegen mangelnder Effektivität sehr schnell wieder endete. Das 18. Jahrhundert war durch Konflikte mit zahlreichen in der Umgebung der Stadt lebenden Räubern gekennzeichnet, die allmählich eine Abwanderung der städtischen Bevölkerung bewirkten. Im 18. und 19. Jahrhundert wurde in dieser Gegend Eisenerz abgebaut und die Eisenverarbeitungsindustrie ausgeweitet.
Im 19. Jahrhundert war die inzwischen weitgehend slowakisierte Stadt ein Zentrum der slowakischen Nationalbewegung. Dieses Jahrhundert brachte in Brezno auch ein reges Kulturleben. Unter anderen arbeitete dort der slowakische Dramatiker Samo Chalupka, nach dem das Theaterensemble benannt wurde. 1884 erhielt die Stadt mit der Bahnstrecke Banská Bystrica–Červená Skala eine Zugverbindung mit Banská Bystrica.
1894 wurden aus folgenden ehemaligen Stadtteilen von Brezno eigenständige Gemeinden: Bystrá, Mýto pod Ďumbierom, Jarabá, Michalová.

### 20. Jahrhundert
Vor dem Zweiten Weltkrieg blieb die Stadt eine landwirtschaftlich-handwerkliche Kleinstadt. Danach wurden dort zahlreiche Betriebe angesiedelt, so dass sich Brezno zu einem industriellen Zentrum des Grantals wandelte.
Erfolgreich ist heute die Literatur- und Musikveranstaltung „Chalúpkovo Brezno“ (wörtlich Chalupkas Bries). 1850–1860, 1883–1960 und 1990(?)–2003 war Brezno Hauptstadt eines gleichnamigen Okres (Bezirks). Ende der 1930er Jahre lebten in Brezno etwa 5500 Einwohner. Ihre Ausbildung konnten sie an einer Bürgerschule, einer Landwirtschaftsschule, einem Lyzeum für Frauenberufe oder einem Gymnasium erhalten.

## Bevölkerung
| Jahr:                | 1994.  | 2004.   | 2014.   | 2024.   |
| -------------------- | ------ | ------- | ------- | ------- |
| Anzahl der Personen: | 22.981 | 22.417  | 21.331  | 19.671  |
| Unterschied:         |        | -2,45 % | -4,84 % | -7,78 % |

| Jahr:                | 2023.  | 2024.   |
| -------------------- | ------ | ------- |
| Anzahl der Personen: | 19.790 | 19.671  |
| Unterschied:         |        | -0,60 % |

## Sehenswürdigkeiten
- Marktplatz:
  - ehemaliges Rathaus (heute Museum)
  - Stadtturm
  - Marien-Säule
- Kirchen:
  - katholische Kirche (klassizistisch)
  - evangelische Kirche (klassizistisch)
  - Synagoge (1900 erbaut)
- Piaristenkloster
- Horehronie-Museum

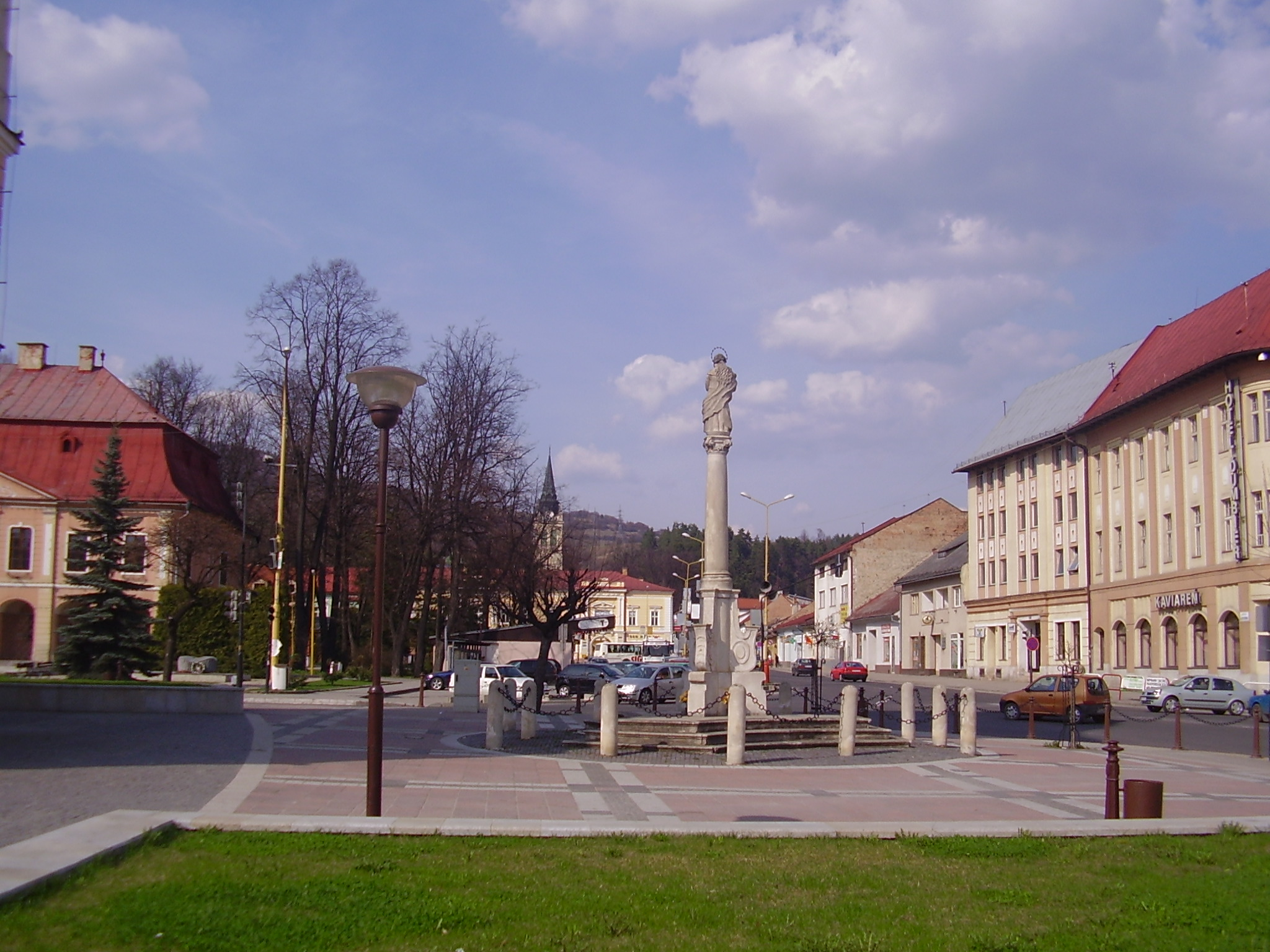
Pestsäule im Zentrum
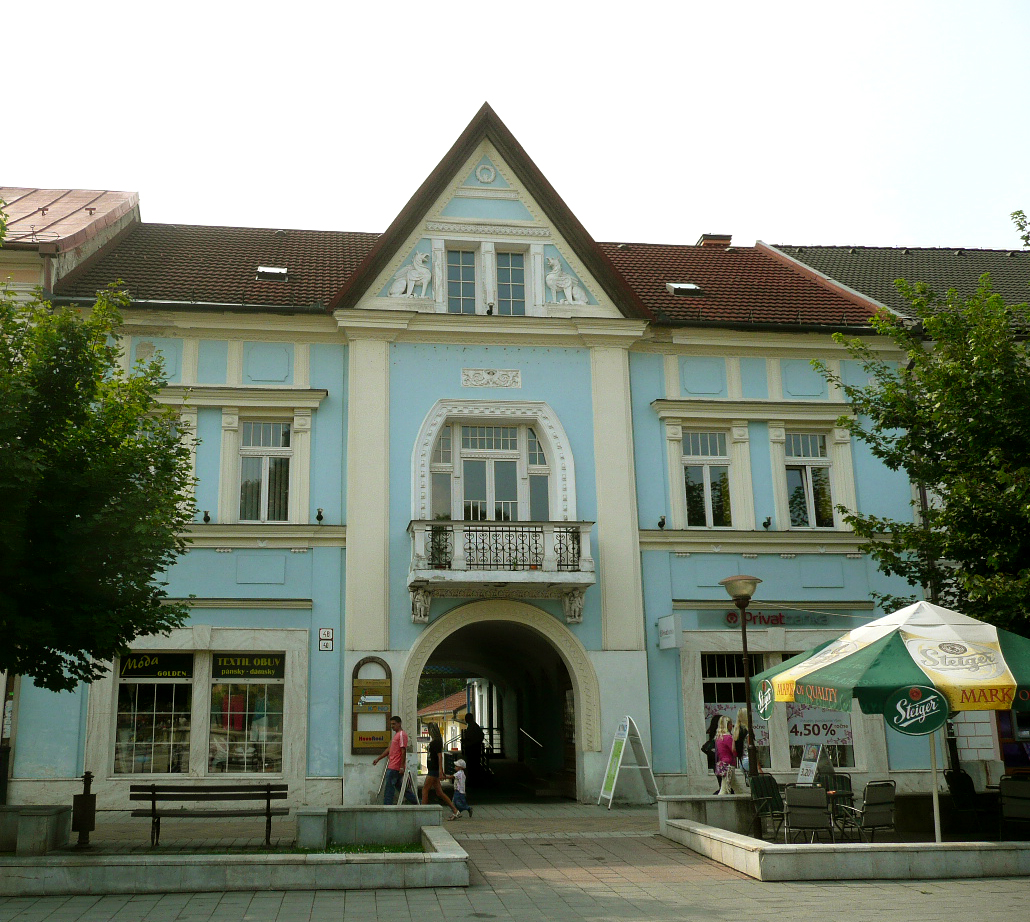
Blaues Haus am Marktplatz
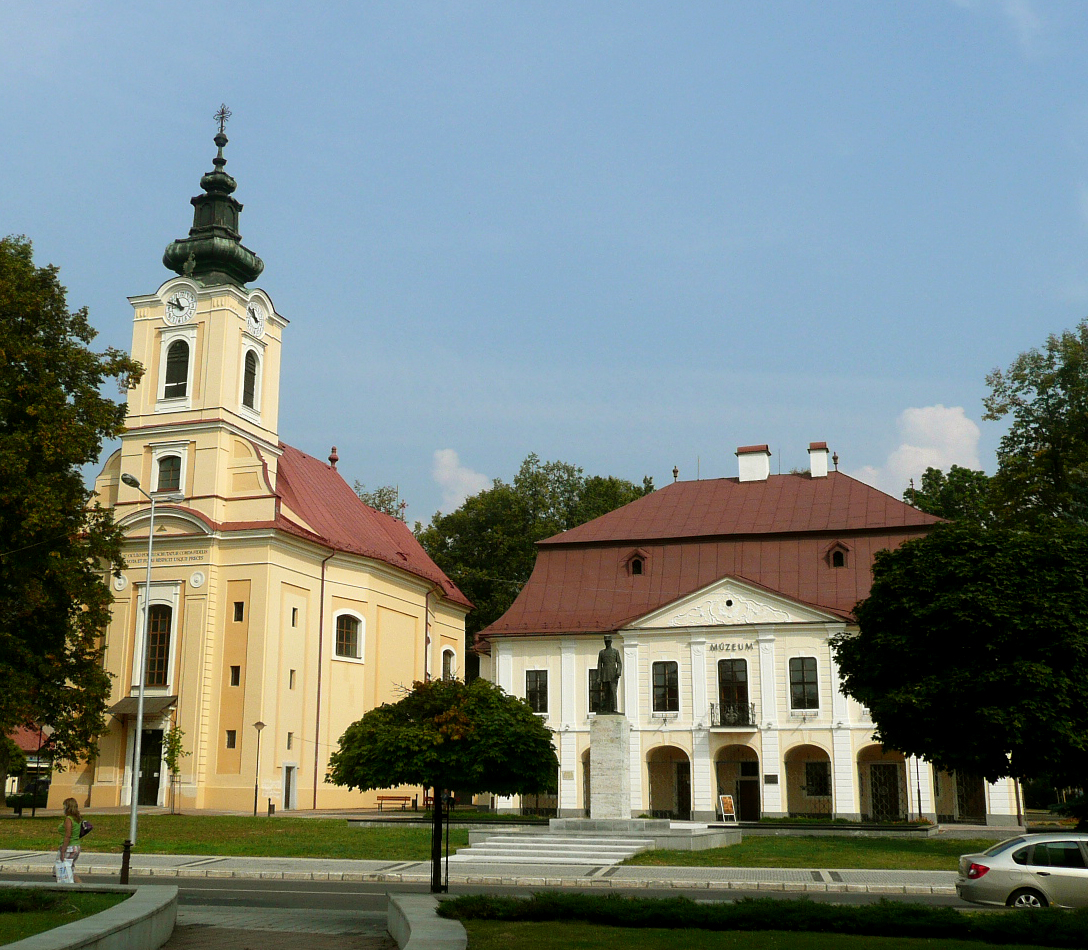
Katholische Kirche und Museum

## Stadtgliederung
Die Stadt gliedert sich in folgende 5 Stadtteile:
- Brezno
- Bujakovo (1960 eingemeindet)
- Mazorníkovo
- Predné Halny
- Zadné Halny

## Söhne und Töchter der Stadt
- Ottó Herman (1835–1914), Naturforscher
- Karol Kuzmány (1806–1866), Schriftsteller und Theologe
- Pavol Habera (* 1962), Sänger und Musiker
- Ivan Bella (* 1964), Pilot und Kosmonaut
- Miroslav Leitner (* 1966), Skibergsteiger
- Adriana Karembeu (* 1971), Supermodel
- Marianna Jagerčíková (* 1985), Skibergsteigerin
- Paulína Bátovská Fialková (* 1992), Biathletin
- Michal Faško (* 1994), Fußballspieler
- Ivona Fialková (* 1994), Biathletin
- Tereza Medveďová (* 1996), Radsportlerin
- Miroslav Úradník (* 1996), Geher
- Veronika Machyniaková (* 1997), Biathletin
- Henrieta Horvátová (* 1999), Biathletin
- Viktória Forster (* 2002), Leichtathletin
- Matthias Schwarzbacher (* 2005), Radrennfahrer

## Partnerstädte
- Agria, Griechenland
- Čačak, Serbien
- Ciechanów, Polen
- Meudon, Frankreich
- Nădlac, Rumänien
- Nový Bydžov, Tschechien